# Alexander Viets Griswold

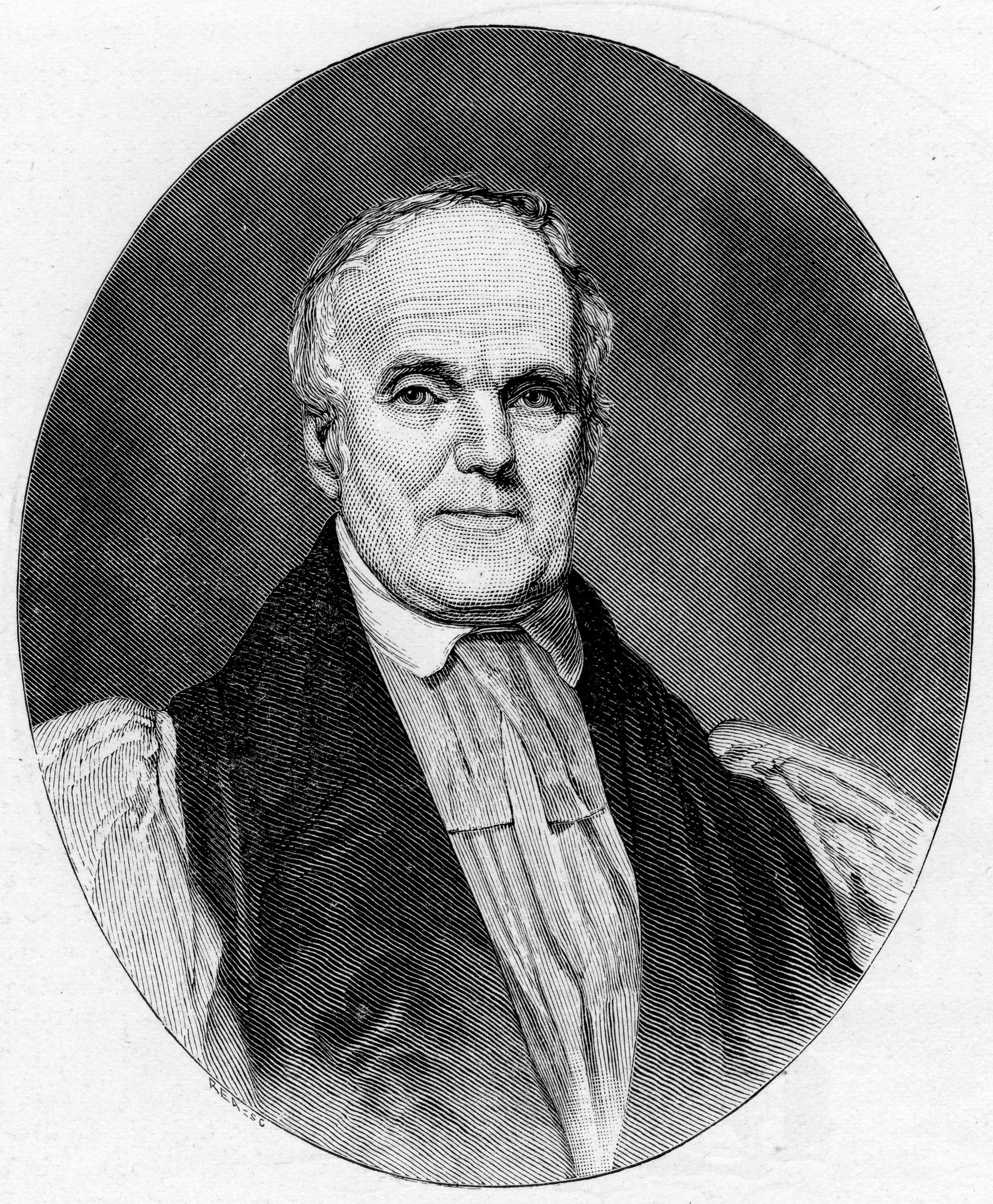
Alexander Viets Griswold

Alexander Viets Griswold (* 22. April 1766 in Simsbury, Colony of Connecticut; † 15. Februar 1843 in Boston) war vom 17. Juli 1836 bis zu seinem Tod Presiding Bishop der Episcopal Church in the USA.
Seine Bildung verdankt Griswold seinem Onkel, der ebenfalls anglikanischer Priester war. Als junger Mann betrieb er einen kleinen Bauernhof, entschied sich aber 1794, Theologie zu studieren und wurde am 7. Juni 1795 zum Diakon und am 1. Oktober des gleichen Jahres zum Priester geweiht. Seine ersten drei Kirchengemeinden als Priester waren in Litchfield County im US-Bundesstaat Connecticut. 1804 wurde er als Rektor der Michaelisgemeinde in Bristol (Rhode Island) berufen.
1811 schlossen sich die Bistümer Neuenglands (mit Ausnahme der Episcopal Diocese of Connecticut) zusammen, um eine sogenannte „Eastern Diocese“ zu bilden. Diese war zwar kein eigenständiges Bistum, da jedes Mitgliedsbistum seinen eigenen Bischof behielt und auch im Verhältnis zur Generalsynode der Gesamtkirche eigenständig blieb, hatte aber Koordinierungsaufgaben und einen eigenen Bischof. Für dieses Amt wurde Griswold am 31. Mai 1811 durch William White sowie Samuel Provoost und Abraham Jarvis geweiht. Er blieb jedoch hauptamtlich als Gemeindepriester in verschiedenen Gemeinden tätig, bis 1835 die Tätigkeit als Bischof der "Eastern Diocese" hauptamtlich wurde.
Mit dem Tod des vierten Presiding Bishops am 17. Juli 1836 wurde Griswold als dienstältester Bischof der US-Episkopalkirche deren Presiding Bishop. Nach Griswolds Tod wurde die "Eastern Diocese" aufgelöst.
Nach seiner Bischofsweihe erfuhr Griswold im Rahmen des Second Great Awakening (einer Erweckungsbewegung in den USA in der ersten Hälfte des 19. Jahrhunderts) eine geistige Erweckung, und seine Predigte und Frömmigkeit wurden betont evangelikaler. Diese Erfahrung machten auch viele zu dieser Zeit in seinem Bistum. So verzehnfachten sich die Mitgliederzahlen seiner Kirche zwischen 1790 und 1840.